# 長谷川浩子
長谷川 浩子（はせがわ ひろこ、1961年 - ）は、日本の彫刻家。妖精の様なつるつるした木の彫刻を作成する。サーファー。夫は安藤栄作で、対照的な荒々しい表面の木の彫刻である。

## 略歴
- 1961年 新潟県新発田市に生まれる
- 1986年 「ヨコハマ展」代々木アートギャラリー（東京）
- 1987年 「Sculpture Show」東京芸術大学展示室
  - 田村画廊にて初個展
  - 「ENCLOSURE」320.0cm2×1/8 世田谷美術館（東京）
- 1988年 東京芸術大学大学院彫刻専攻修了
- 1989年 第19回現代日本美術展入選
- 1991年 個展 武蔵野画廊（いわき）以降1998年
- 1992年 「4人によるリプレイ展」武蔵野画廊（いわき）
  - 個展 プラザギャラリー（調布）
- 1994年 「新しい世代の芸術祭94」北とぴあ（埼玉）
- 1996年 「2人展 安藤栄作・長谷川浩子」武蔵野画廊（いわき）
- 1997年 個展 萌画廊（青山）以降1999年・2000年
- 1998年 雪梁舎展にて雪梁舎賞受賞
  - 「異なる風土の出会い展」三島町山びこギャラリー
  - 「ニューアートシーン・イン・いわき 長谷川浩子」いわき市立美術館
- 1999年 「それぞれの小宇宙」創芸工房 以降2000年・2001年・2002年
- 2000年 「いわきの美術V・境界を越えて」いわき市立美術館
- 2001年 個展 ギャラリーいわき泉ヶ丘以降2003年
  - 「安藤栄作・長谷川浩子彫刻展」矢吹町ふるさとの森芸術村企画展示室
  - 「Drawing Drawing」ギャラリー昨明（いわき市）
  - 「田人の森に遊ぶ・アートミーティング」以降2002年
- 2002年 「いわきアートさんぽ」平サロン（いわき市）
- 2003年 「安藤栄作・長谷川浩子展」創芸工房（いわき市）
  - 「南風の生活文化展」（鹿児島）
  - 「地球にやさしい美術展」ビッグアイ
- 2004年　安藤栄作・長谷川浩子　二人展　アートスペースエリコーナ（いわき）
- 2008年　Harvest 安藤栄作・長谷川浩子二人展　アートスペースエリコーナ（いわき）
- 2008年　同市の海辺部に自宅兼アトリエを移動
- 2011年 東日本大震災で自宅兼アトリエを津波で流され、奈良県明日香村に活動拠点を移動後に天理市に移転
- 2013年 ギャラリーいわき